# Наута (город)
Наута (исп. Nauta) — город в Перу в провинции Лорето региона Лорето. Административный центр одноименной провинции.
Расположен на северо-востоке Перу на высоте около 110 м над уровнем моря в низменности Амазонки на северном берегу реки Мараньон в 15 км выше места её слияния с рекой Укаяли, бассейна реки Амазонки.
Находится в 93 км к юго-западу от региональной столицы Икитоса и примерно 2200 км северо-восточнее столицы страны г. Лима. 
В городе функционирует речной порт.

## Население
В 2022 году население города составляло 34 702 человека.

## История
Основан в апреле 1830 года.

## Климат
Климат тропический. В городе Наута в течение года выпадает значительное количество осадков . Даже в самый засушливый месяц всё ещё идет много дождей. Среднегодовая температура составляет 25,4 ° C. Ориентировочное количество осадков 2664 мм.

## Достопримечательности
- Лагуна Сапи-Сапи — естественный водоём, расположенный в городе, с темными водами и экзотическими животными, такими как черепаха тарикайя, арапаима, а также крокодилами.